# PackageKit
PackageKit — открытый и свободный набор приложений для обеспечения высокоуровнего интерфейса для различных пакетных менеджеров.
PackageKit нацелен на различные Linux–дистрибутивы, следующие стандартам freedesktop.org. Для межпроцессного взаимодействия и управления правами доступа используются соответственно D-Bus и PolicyKit.

## Принцип работы
Демон packagekitd размещается на системной D-Bus-шине и позволяет абстрагироваться от различий конкретных пакетных менеджеров. Взаимодействие с PackageKit также возможно при помощи библиотеки libpackagekit.

### Пользовательские утилиты
Различные пользовательские утилиты используют PackageKit:
- Discover в рабочей среде KDE Plasma[6].
- gnome-packagekit в рабочей среде Gnome.
- pkcon — утилита командной строки.

### Поддерживаемые пакетные менеджеры
Пакетные менеджеры, поддерживаемые PackageKit, включают в себя:
- APT
- Conary
- Pacman
- Portage
- Zypper
- yum
- urpmi